# 통차이 맥인따이
통차이 맥인따이(태국어: ธงไชย แมคอินไตย์ 1958년 12월 8일 ~ )은 태국의 가수과 배우이다. 엔터테인먼트 산업 가입 지지 배우이다. 가능한 한 그를 설립 영화 "Duay rak khue rak" (ด้วยรักคือรัก - 사랑인가 사랑으로) 그의 가장 유명한 드라마는 "꼬보리" (Kobori) "Khu kam" (คู่กรรม - 짜오프라야에서 일몰) 에서대본이다. 주요 경력인 음악 산업에서 노래 경연으로 시작했다. 나중에 음악 레이블 GMM Grammy에서 가수가 되었다. 태국에서 아시아에서 가장 앨범을 많이 팔았다.  총 25 만 세트 이상 팔렸다.
그는 엔터테인먼트 산업에서 30년 이상 명성을 얻었다. 백만 부 이상 판매된 7 세트 솔로 스튜디오 앨범이 있다. 앨범 "Chud Rab Kaek" (ชุดรับแขก - 거실 세트) 별 5 백만 세트 이상 판매 태국 역사상 최고 그의 콘서트에는 총 청중이 있다 Bird bird show 콘서트 특히 태국에서 가장 많은 관중이 있다. 오랫동안 명성을 얻은 엔터테인먼트 뉴스 협회 별명 "Dao khang kru" (2005년)과 "Pa phan pi" (2007년) 은 그리고 그의 인기도 조사에서 부분적으로 람캄행대학으로 (2002년) 그의 주요 이미지는 감사다. 노래 능력 자기 개발 청중을 즐겁게 하는 능력 그리고 좋은 역할 모델 등이다.

## 음반
앨범 (* 표시는 조인트 앨범)
- Hat sai Sai lom Song rao（หาดทราย สายลม สองเรา）1985년
- Sa bai sa bai（สบาย สบาย）1986년
- Rab khwan mai（รับขวัญวันใหม่）1987년
- Thong chai 2501（ธงไชย 2501）1987년
- Sor khor sor（ส.ค.ส.）1988년
- Boomerang（บูมเมอแรง）1990년
- Phrik khi nu（พริกขี้หนู）1991년
- Son（ซน）1993년 그램미10 주년 기념 앨범*
- Wan ni thi ro khoi 1993년 드라마 사운드 트랙 집（รวมเพลงประกอบละครชุด）*
- Thor thong（ธ.ธง）1994년
- Khon nok kab dok mai（ขนนกกับดอกไม้）Feather and Flowers 1995년
- "쿠깜" 영화 사운드 트랙（เพลงประกอบภาพยนต์ "คู่กรรม"）1995년 영화 매남의 저녁 놀 사운드 트랙
- Dream (ดรีม) 1996년
- King bhumibol Golden Jubilee（รวมเพลงจากงาน "รวมใจถวายชัย ธ ครองไทย 50 ปี"）1996년 푸미폰 국왕 즉위 50 주년 기념*
- Bird Unreleased (เบิร์ด อันรีลีสด์) 1997년
- Singing Bird (ซิงกิ้งเบิร์ด) 1997년

- "Niramit" 드라마 사운드 트랙（เพลงประกอบละคร "นิรมิต"）1997년
- Thonghai Service (ธงไชย เซอร์วิส) 1998년
- Tribute to Rewat Budhinan concert (รวมเพลงจากคอนเสิร์ต จากเพื่อน พี่และน้อง แด่เรวัต พุทธินันท์) 1998년
- Thongchai Special Service (ธงไชย เซอร์วิส พิเศษ) 1999년
- The Power of Land concert (เพลงจากคอนเสิร์ตพลังแผ่นดิน) 1999년
- Tu phleng sa man pra jam ban（ตู้เพลงสามัญประจำบ้าน）2000년
- "아로카" Baeb bird bird 사운드 트랙（เพลงประกอบแบบเบิร์ดเบิร์ด "อโรคา"）』 2000년 뮤지컬・아로카 사운드 트랙
- 100 Phleng rak mai ru job : 베스트 송 앨범（100 เพลงรักไม่รู้จบ รวมบทเพลงรักยอดนิยมในอดีต）2000년
- Ruam phleng hai kam lang jai（รวมเพลงให้กำลังใจ）（힘이 나는 곡집）2000년*
- Timeless Vol.1 2000년
- Love Beat (เลิฟบีท) 2001년
- Smile Club (สไมล์คลับ) 2001년
- Smile Mix (สไมล์มิกซ์) 2002년
- Mother's Day Songs (รวมเพลงให้แม่) 2002년*
- Chut rab khaek（ชุดรับแขก）2002년
- Fan ja... Sa nit kan laeo ja（แฟนจ๋า...สนิทกันแล้วจ้า）2003년
- Beautiful Boxer 영화 사운드트랙（อัลบั้มเพลงประกอบภาพยนตร์ เรื่อง บิวตี้ฟูล บ๊อกเซอร์）2003년*
- Bird-Sek（เบิร์ด-เสก）』 2004년 그램미 20 주년 기념 통차이과 쎅 로소 (Sek Loso)
- Bird 20 Memories (เบิร์ดทเวนตี้เมมโมรี่) 2004년 그램미 20 주년 기념
- Volume 1 (วอลุม วัน) 2005년
- The Light of Love (แสงแห่งรัก) 2005년 해일 피해 구호 콘서트*
- Village (วิลเลจ) 2006년
- Perd Floor (เปิดฟลอร์) Disco 디스코 2006년
- Perd Floor (เปิดฟลอร์) Loog Thoong 룩퉁 2006년
- Perd Floor (เปิดฟลอร์) Ballroom Cha Cha 볼룸 차차 2006년
- Thueng phrik Thueng khing（ถึงพริก ถึงขิง）2007년
- Ban thoeng jai（บันเทิงใจ）2007년
- Songs Hit Written by Nitipong Hornak (니띠퐁 허낙 - นิติพงษ์ ห่อนาค) 2007년
- Simply Bird (เบิร์ด ธงชัย ชุด) 2007년
- Phor sor 2501(พ.ศ.2501) 2007년
- Singing Bird vol.1 and 2 (ซิงกิ้งเบิร์ด)) 2010년 커버 곡집
- Asa Sanook (อาสาสนุก) 2010년
- 『Feather and Flowers Secret Garden ขนนกกับดอกไม้ ตอน secret garden』 2013년 그램미 30주년 기념 앨범